# Редкодуб (Шахтёрский район)
Редкодуб (укр. Рідкодуб) — посёлок в Шахтёрском районе Донецкой области Украины. Под контролем самопровозглашённой Донецкой Народной Республики.

## География
К северу от населённого пункта проходит граница между Донецкой и Луганской областями.

#### Соседние населённые пункты по странам света
С: Чернухино (Луганская область)
СЗ: город Дебальцево
СВ: Миус (Луганская область)
З: Редкодуб (Артёмовского района), Ильинка
В: Круглик
ЮЗ: Полевое, Каменка, Ольховатка
ЮВ: Весёлое
Ю: Никишино, Кумшацкое, Димитрова

## Население
Население по переписи 2001 года составляло 26 человек.

## Общие сведения
Почтовый индекс — 86220. Телефонный код — 6255. Код КОАТУУ — 1425285606.

## Местный совет
86220, Донецкая область, Шахтёрский район, село Никишино, улица Колхозная, 1